# Maison Verdmont
La maison Verdmont, située au 6 Verdmont Lane, est une maison historique construite en 1710 située dans la paroisse de Smith's dans les Bermudes. Aujourd'hui exploité par le Bermuda National Trust, elle n'a pratiquement pas changé de structure depuis sa construction et est devenu un musée en 1956. La maison est classée dans le cadre de l' « African Diaspora Heritage Trail » des Bermudes, qui fait partie du projet de la Route de l'esclave de l'UNESCO.

## Historique
Au XVIIe siècle, avant la construction de la maison, la propriété appartenait à William Sayle, qui quitta les Bermudes pour devenir le premier gouverneur de Caroline du Sud en 1670. La maison fut construite par John Dickinson, un armateur et président de l'Assemblée des Bermudes de 1707 à 1710. Le peintre et juge John Green faisait partie de ses derniers propriétaires. 

## Architecture
La maison a quatre grandes cheminées et contient des collections de meubles anciens en bois de cèdre des Bermudes, de portraits et de la porcelaine anglaise et chinoise.

## Jardins
Les jardins d'époque offrent une vue panoramique sur la côte sud des Bermudes et comprennent des roses, des herbes et d'autres plantes cultivées au XVIIIe siècle,.